# Акбетей
Акбетей (каз. Ақбетей, до 2006 года — Ферма № 2) — упразднённое село в Иртышском районе Павлодарской области Казахстана. Входило в состав сельского округа Луговской. Код КАТО — 554657300. Ликвидировано в 2015 г.

## Население
В 1999 году население села составляло 349 человек (175 мужчин и 174 женщины). По данным переписи 2009 года, в селе проживало 25 человек (14 мужчин и 11 женщин).